# Abenamar
Abenamar ou ibne Amar (Ibn Ammar; 1031-1086) foi um poeta muçulmano em Alandalus, a Península Ibérica na época do domínio islâmico.
Nascido no ano 1031, Abubecre ibne Amar era originário de uma aldeia chamada Xanabus e vinha de uma linhagem obscura. Muito jovem, mudou-se para Silves, onde estudou literatura com vários mestres. Mais tarde, partiu para Córdova, onde começou a usar o seu talento poético para ganhar sustento.
Divagando em busca de bens e serviços em troca de poesia, Abenamar acabou por conhecer o príncipe de Sevilha, Almutâmide, com quem desenvolveu uma grande relação de amizade e possivelmente romântica. No entanto, a sua influência no príncipe preocupava o rei Almutadide, levando ao seu degredo para Saragoça, do qual só regressaria depois de Almutâmide assumir o trono.
Em pouco tempo, Abenamar foi nomeado vizir do reino, e a sua astúcia provou-se imprescindível nessa posição, como quando terá "enganado" Afonso VI de Leão: a jogar xadrez, apostaram que se o rei ganhasse, ficaria com o belo tabuleiro e as ricas peças, que pertenciam a Abenamar, mas se este vencesse, nomearia o seu prémio; venceu e pediu que o rei cristão abandonasse Sevilha. Afonso manteve a sua palavra. No final da década de 1070, Abenamar mudou o seu foco para Múrcia, que tentou conquistar a todo custo, e, quando conseguiu, cortou relações com Almutâmide e tentou tornar-se autónomo de Sevilha. No entanto, caiu do poder rapidamente, acabando por ser aprisionado em Sevilha, onde foi o próprio Almutâmide a matar o poeta.